# Viva a Vitória do Pensamento de Mao Tsé-tung
Viva a Vitória do Pensamento de Mao Zedong (em chinês:  毛泽东思想胜利万岁, transl. Máozédōng sīxiǎng shènglì wànsuì) é uma estátua de resina epóxi em Shenyang, na província de Liaoning, na China. O monumento está localizado na Praça Zhongshan, no centro da cidade. A estátua é uma das maiores do Presidente Mao Tsé-tung no país. É um dos principais monumentos provinciais da era da Revolução Cultural que não foi removido nos anos posteriores.

## Estátua
O monumento foi erguido por alunos da Academia de Arte, que trabalharam por dois anos no projeto. Eles eram supervisionados por um comitê de camponeses e operários. Foi inaugurado em 1 de outubro de 1970, durante as comemorações do 21º aniversário da fundação da República Popular da China. A estátua do Presidente Mao tem 9 metros de altura e a base mais 9 metros de altura. A frase "Viva a Vitória do Pensamento de Mao Tsé-tung" foi esculpida na frente da base.

Sua base é cercada por estátuas de 58 "heróis operários, camponeses e soldados". Eles estão divididos em oito grupos, representando diferentes lutas do povo chinês sob a liderança do Presidente Mao. A maioria dos personagens ao redor originalmente carregavam o Livro Vermelho, mas a maioria deles foi removida. O primeiro grupo representa soldados e civis, propagando o apelo do 9º Congresso Nacional do Partido Comunista Chinês ("Uni-vos para conquistar vitórias ainda maiores"). O grupo de estátuas na parte de trás da base é intitulado "Edifício do Partido" e busca representar a fase inicial do Partido Comunista. Os três grupos à esquerda ("Uma única faísca pode iniciar um incêndio na pradaria", "Vida longa à Guerra Popular" e "Leve a revolução até o fim") ilustram as lutas durante a Guerra Civil Chinesa. Os três grupos restantes ("O Socialismo é Bom", "Viva as Três Bandeiras Vermelhas" e "Leve a Grande Revolução Cultural Proletária até o Fim") no lado direito da base ilustram a fase da revolução socialista.

Vista frontal do monumento com o soldado erguendo o Livro Vermelho.
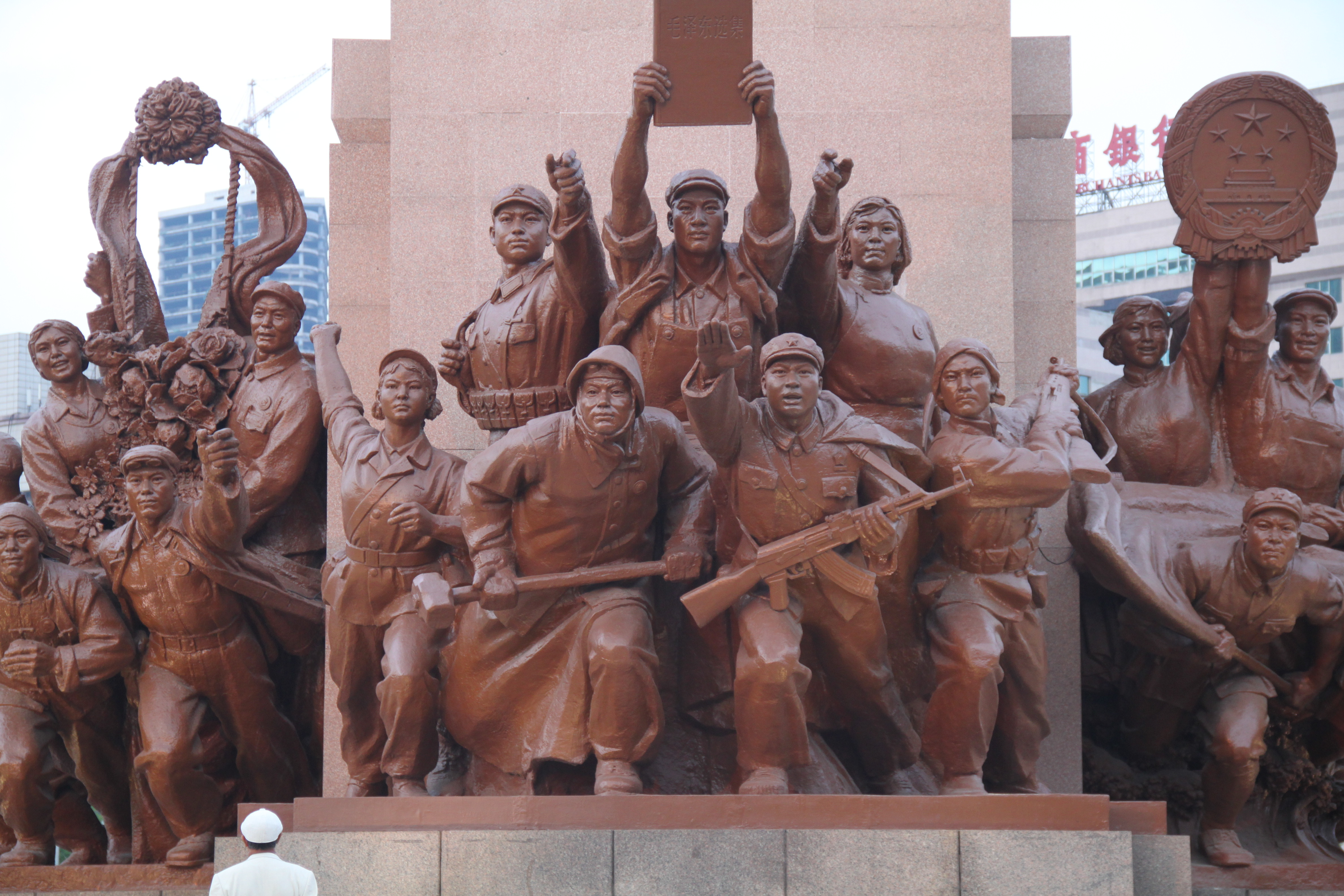
Estátuas em diferentes vestimentas dos soldados, camponeses e operários da Revolução.